# Ted Levine
Frank Theodore (Ted) Levine (Bellaire, 29 mei 1957) is een Amerikaans acteur. Hij werd in 2008 samen met de andere acteurs van American Gangster genomineerd voor een Screen Actors Guild Award. Hij speelde onder meer de psychopathische seriemoordenaar 'Jame 'Buffalo Bill' Gumb' in The Silence of the Lambs en 'Sheriff Timberlake' in The Assassination of Jesse James by the Coward Robert Ford. Levine gaf gestalte aan 'Captain Leland Stottlemeyer' in 125 afleveringen van de televisieserie Monk.

## Carrière
Levine is een zoon van twee dokters. Zijn vader was van Russisch-Joodse afkomst en zijn moeder deels Welsh en deels Indiaans. Hij groeide op in Oak Park. Na zijn acteeropleiding ging hij in theaters in Chicago spelen. Levine legde zich in de jaren tachtig toe op film en televisie. Na zijn rol als 'Jame 'Buffalo Bill' Gumb' in The Silence of the Lambs werd hij een tijd getypecast voor kwaadaardige rollen, maar in de loop der tijd speelde hij personages met zowel goede als boosaardige inborst. Levine sprak de stem in van Sinestro in de animatieseries Superman: The Animated Series, Static Shock, Justice League en Justice League Unlimited.
Levine is getrouwd met Kim Phillips, met wie hij achtereenvolgens dochter Melissa en zoon Mac kreeg.

## Filmografie
*Exclusief televisiefilms
| - Mr. Monk's Last Case: A Monk Movie (2023) - A Violent Separation (2019) - The Report (2019) - Jurassic World: Fallen Kingdom (2018) - A Midsummer Night's Dream (2017) - Swing State (2017) - Bottom of the World (2017) - Bleed for This (2016) - Little Boy (2015) - Dig Two Graves (2014) - Gutshot Straight (2014) - Child of Grace (2014) - Big Game (2014) - Tommy Benjamin (2014) - Banshee Chapter (2013) - Jimmy (2013) - Deep Dark Canyon (2013) - A Single Shot (2013) - Shutter Island (2010) - American Gangster (2007) - The Assassination of Jesse James by the Coward Robert Ford (2007) - The Hills Have Eyes (2006) - Memoirs of a Geisha (2005) - The L.A. Riot Spectacular (2005) | - Birth (2004) - The Manchurian Candidate (2004) - Wonderland (2003) - The Truth About Charlie (2002) - Ali (2001) - Joy Ride (2001, stem) - The Fast and the Furious (2001) - Evolution (2001) - Wild Wild West (1999) - You Can Thank Me Later (1998) - Flubber (1997) - Switchback (1997) - Mad City (1997) - Bullet (1996) - Heat (1995) - Georgia (1995) - The Mangler (1995) - The Last Outlaw (1993) - Nowhere to Run (1993) - The Paint Job (1992) - The Silence of the Lambs (1991) - Love at Large (1990) - Next of Kin (1989) - Betrayed (1988) - Ironweed (1987) - One More Saturday Night (1986) |

## Televisieseries
*Exclusief eenmalige gastrollen
- On Becoming a God in Central Florida - Obie Garbeau II (2019, tien afleveringen)
- Here and Now - Ike Bayer (2018, twee afleveringen)
- The Alienist - Thomas F. Byrnes (2018, zeven afleveringen)
- Ray Donovan - Bill Primm (2016, vier afleveringen)
- Mad Dogs - Conrad Tull (2016, twee afleveringen)
- The Bridge - Hank Wade (2013-2014, 26 afleveringen)
- Luck - Isadore Cohen (2012, vijf afleveringen)
- Monk - Captain Leland Stottlemeyer (2002-2009, 125 afleveringen)
- Justice League Unlimited - stem Sinestro  (2006, twee afleveringen)
- Justice League - stem Sinestro/stem Bulldozer  (2002-2003, vier afleveringen)
- Wonderland - Dr. Robert Banger (2000, acht afleveringen)
- Crime Story - Frank Holman (1986-1987, zestien afleveringen)

## Trivia
- Levine speelde in 1995 samen met acteur Tom Noonan in de misdaadfilm Heat. Waar Levine eerder als Jame Gumb de gezochte seriemoordenaar speelde in The Silence of the Lambs (gebaseerd op Thomas Harris' tweede Hannibal Lecter-boek), speelde Noonan die als Francis Dolarhyde in Manhunter (gebaseerd op Thomas Harris' eerste Hannibal Lecter-boek).